# ゴルムバッハ
ゴルムバッハ (ドイツ語: Golmbach) は、ドイツ連邦共和国ニーダーザクセン州ホルツミンデン郡に属す町村（以下、本項では便宜上「町」と記述する）であり、ザムトゲマインデ・ベーヴェルンを構成する自治体の一つである。

## 地理

### 位置
ゴルムバッハは、北のフォーグラー山地、東のホムブルクの森、南のゾリング、西から南西にかけてのブルクベルク山地に囲まれている。この町は東のシュタットオルデンドルフと南西のベーヴェルンとの間に位置している。フォルストバッハ渓谷に位置する。

### 自治体の構成
首邑であるゴルムバッハ集落の他、かつて街道町であったヴァルプゼンが、自治体としてのゴルムバッハに属す。

## 宗教
ゴルムバッハの住民の81%がプロテスタント、5%がカトリック、14%がその他の宗教または無信仰である。

## 行政

### 議会
この町の議会は、11議席からなる。

## 文化と見所
4月の最後から2番目の週末に、リューラー・シュヴァイツで桜の花祭りが行われる。「桜の花の女王」の選挙も毎年この祭で行われる。

### スポーツ
ゴルムバッハには、様々な運動種目を有するスポーツクラブ MTVゴルムバッハがある。そのサッカー部門は、近隣のクラブFCヘルタ・リュトゲナーデ＝ヴァルプゼンとともにシュピールゲマインシャフト GoLüWa（ゴルムバッハ＝リュトゲナーデ＝ヴァルプゼン）を結成した。この他に、射撃クラブ v. 1904 ゴルムバッハ e.V. と射撃グリーデ・ゴルムバッハ・フォン 1961 e.V. の2つの射撃クラブがある。

## 人物

### 出身者
- ハンス＝ハインリヒ・ザンダー（1945年 - ）ニーダーザクセン州環境大臣。現在もゴルムバッハに住んでおり、果樹園を営んでいる。

## 引用
1. ↑  Landesamt für Statistik Niedersachsen, LSN-Online Regionaldatenbank, Tabelle A100001G: Fortschreibung des Bevölkerungsstandes, Stand 31. Dezember 2023